# Trichoncus nairobi
Trichoncus nairobi là một loài nhện trong họ Linyphiidae.
Loài này thuộc chi Trichoncus. Trichoncus nairobi được Anthony Russell-Smith & Rudy Jocqué miêu tả năm 1986.